# Liam Payne
Liam James Payne (ur. 29 sierpnia 1993 w Wolverhampton, zm. 16 października 2024 w Buenos Aires) – brytyjski piosenkarz i autor tekstów.
Zadebiutował jako piosenkarz w 2008 podczas przesłuchań do brytyjskiego programu The X Factor. Dwa lata później ponownie uczestniczył w eliminacjach, tym razem przeszedł je pomyślnie i został zgrupowany z czterema innymi solistami, z którymi stworzył zespół One Direction. Od tego czasu wydali pięć albumów, odbyli cztery światowe trasy koncertowe i zdobyli kilka nagród.
Współpracował też z innymi producentami pod nazwą „Big Payno” i „Payno”, tworząc remiksy do piosenek jego zespołu i wokalistki Cheryl. W 2016 podpisał kontrakt z wytwórnią Republic Records w Ameryce Północnej. W maju 2017 wydał „Strip That Down” jako główny singiel z nadchodzącego debiutanckiego albumu. Zajął trzecie miejsce na brytyjskiej liście singli i dziesiątej na amerykańskiej liście Billboard Hot 100, będąc platyną w obu krajach.

## Życiorys

### Rodzina i edukacja
Urodził się w Wolverhampton jako syn Karen J. (z domu Harris) i Geoffreya R. „Geoffa” Payne’ów. Miał dwie starsze siostry: Nicole i Ruth. Ukończył liceum ogólnokształcące St Peter's Collegiate School, następnie studiował technologię muzyczną.

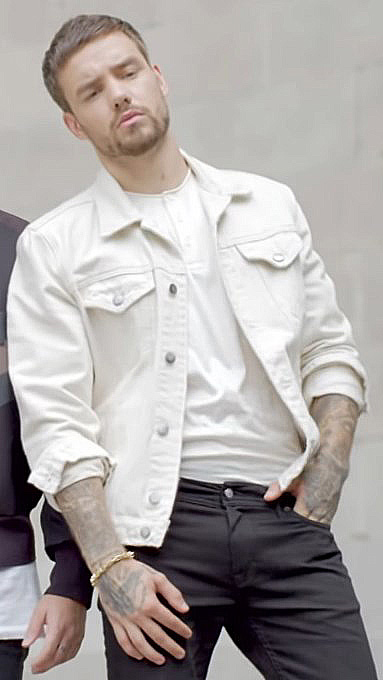
Payne (2018)

### Kariera muzyczna

#### Współpraca z One Direction
W 2008 wziął udział w przesłuchaniach do brytyjskiej wersji programu X Factor, ale nie przeszedł do następnego etapu, ponieważ był za młody. W 2010 ponownie wystartował w konkursie i wraz z czterema innymi uczestnikami (Niallem Horanem, Louisem Tomlinsonem, Harrym Stylesem, Zaynem Malikiem) stali się zespołem One Direction. W finale zajęli trzecie miejsce, a ze względu na odniesiony sukces medialny otrzymali kontrakt z wytwórnią muzyczną Syco Music, należącą do Simona Cowella, jurora i twórcy programu.
W ciągu pięciu następnych lat grupa wydała pięć albumów studyjnych: Up All Night (2011), Take Me Home (2012), Midnight Memories (2013), Four (2014) i Made in the A.M. (2015).

#### Działalność solowa
Pracował z innymi producentami pod pseudonimami „Big Payno” i „Payno”, tworząc remiksy utworów piosenkarki Cheryl i zespołu, w którym śpiewał. W 2016 podpisał kontrakt z wytwórnią Republic Records w Ameryce Północnej, w maju 2017 wydał solowy singiel „Strip That Down”, a 6 grudnia 2019 – debiutancki album studyjny pt. LP1.

## Życie prywatne
Od początku 2016 do czerwca 2018 był związany z Cheryl, którą poznał w 2008 podczas udziału w programie X Factor. 22 marca 2017 urodził im się syn, Bear Grey.

### Problemy zdrowotne
Payne otwarcie mówił o swoich zmaganiach z alkoholizmem i myślami samobójczymi. W maju 2023 oświadczył, że nie pije alkoholu od ponad trzech miesięcy.

## Śmierć
Zginął 16 października 2024 w hotelu w dzielnicy Palermo w Buenos Aires, w wyniku upadku z trzeciego piętra budynku. 7 listopada prokuratura przekazała, że w organizmie Liama Payne'a wykryto ślady alkoholu, kokainy i antydepresantu na receptę. Zdaniem służb w momencie wypadku muzyk mógł być półprzytomny lub całkowicie nieprzytomny. Wykluczono, że muzyk popełnił samobójstwo. Zdarzenie zostało uznane za wypadek.

## Filmografia
| Rok  | Tytuł                           | Rola   | Notatki                                                                      |
| ---- | ------------------------------- | ------ | ---------------------------------------------------------------------------- |
| 2012 | iCarly                          | on sam | Gościnnie; Sezon 6, odcinek 86                                               |
| 2013 | One Direction: This Is Us       | on sam |                                                                              |
| 2014 | Where We Are – The Concert Film | on sam |                                                                              |
| 2014 | Dynamo: Magician Impossible     | on sam | Gościnnie; Sezon 4, odcinek 1                                                |
| 2014 | Dancing with the Stars          | on sam | Gościnnie; Sezon 19, odcinek 13                                              |
| 2016 | Family Guy                      | on sam | Dubbing; Odcinek: Run, Chris, Run                                            |
| 2017 | Drop the Mic                    | on sam | Odcinek: Niecy Nash vs. Cedric the Entertainer / Liam Payne vs. Jason Derulo |
| 2021 | Ron Usterka                     | B-bot  | Dubbing                                                                      |

## Nagrody i nominacje
| Rok  | Organizacja              | Kategoria                             | Nominowany/praca                            | Wynik      | Źródło |
| ---- | ------------------------ | ------------------------------------- | ------------------------------------------- | ---------- | ------ |
| 2015 | Attitude                 | Najseksowniejszy człowiek roku        | Liam Payne                                  | Wygrana    | [ 11 ] |
| 2016 | BMI London Awards        | Pop Award Songs                       | "Night Changes"                             | Wygrana    | [ 12 ] |
| 2016 | BMI London Awards        | Pop Award Songs                       | "Steal My Girl"                             | Wygrana    | [ 12 ] |
| 2017 | Teen Choice Awards       | Wybór letniego artysty męskiego       | Liam Payne                                  | Nominowany | [ 13 ] |
| 2017 | Teen Choice Awards       | Choice Male Hottie                    | Liam Payne                                  | Nominowany | [ 13 ] |
| 2018 | Brit Awards              | Brytyjski singiel                     | "Strip That Down" (z Quavo)                 | Nominowany | [ 14 ] |
| 2018 | Brit Awards              | Brytyjski artysta teledysku roku      | "Strip That Down" (z Quavo)                 | Nominowany | [ 14 ] |
| 2018 | BMI Pop Awards           | Nagrodzony utwór                      | "Strip That Down" (z Quavo)                 | Wygrana    | [ 15 ] |
| 2018 | Global Awards            | Najlepsza piosenka                    | "Strip That Down" (z Quavo)                 | Nominowany | [ 16 ] |
| 2018 | Global Awards            | Najlepszy mężczyzna                   | Liam Payne                                  | Nominowany | [ 16 ] |
| 2018 | Global Awards            | Najlepszy brytyjski artysta lub grupa | Liam Payne                                  | Nominowany | [ 16 ] |
| 2018 | Global Awards            | Najlepszy pop                         | Liam Payne                                  | Nominowany | [ 16 ] |
| 2018 | Global Awards            | The Global Special Award              | Liam Payne                                  | Wygrana    | [ 16 ] |
| 2018 | iHeartRadio Music Awards | Najlepszy nowy artysta popowy         | Liam Payne                                  | Nominowany | [ 17 ] |
| 2018 | iHeartRadio Music Awards | Najlepszy Solo Breakout               | Liam Payne                                  | Nominowany | [ 17 ] |
| 2018 | LOS40 Music Awards       | Międzynarodowy nowy artysta roku      | Liam Payne                                  | Nominowany |        |
| 2018 | LOS40 Music Awards       | Międzynarodowy teledysk roku          | "Familiar" (z J Balvin)                     | Nominowany |        |
| 2018 | MTV Video Music Awards   | Najlepszy teledysk taneczny           | "Get Low" (z Zeddem)                        | Nominowany | [ 18 ] |
| 2018 | Teen Choice Awards       | Wybór piosenki latynoskiej            | "Familiar" (z J Balvin)                     | Wygrana    | [ 19 ] |
| 2018 | Teen Choice Awards       | Wybór piosenki letniej                | "Familiar" (z J Balvin)                     | Nominowany | [ 19 ] |
| 2018 | Teen Choice Awards       | Wybór letniego artysty męskiego       | Liam Payne                                  | Nominowany | [ 19 ] |
| 2019 | Brit Awards              | Brytyjski artysta teledysku roku      | "For You (Fifty Shades Freed)" (z Ritą Orą) | Nominowany |        |
| 2019 | Global Awards            | Najlepszy mężczyzna                   | Liam Payne                                  | Nominowany |        |
| 2019 | Global Awards            | Najlepszy pop                         | Liam Payne                                  | Nominowany |        |